# Csong Namsik
Csong Namsik (hangul: 정남식, handzsa: 鄭南湜, RR: Jeong Nam-sik; Kimdzse (Gimje), 1917. február 16. – 2005. április 5.) dél-koreai labdarúgócsatár.